# Piazza dell'Unità d'Italia

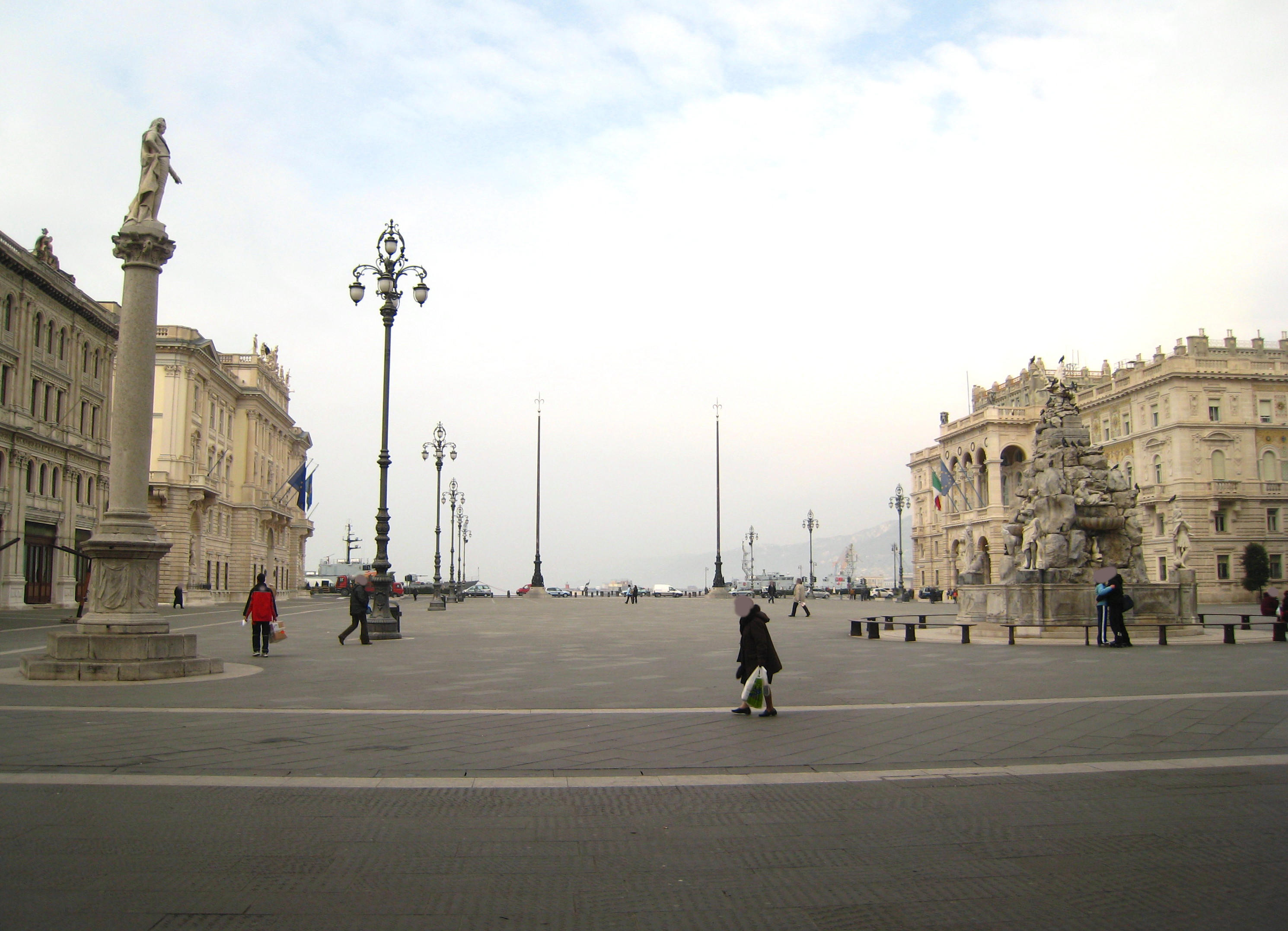
Een blik op de zee

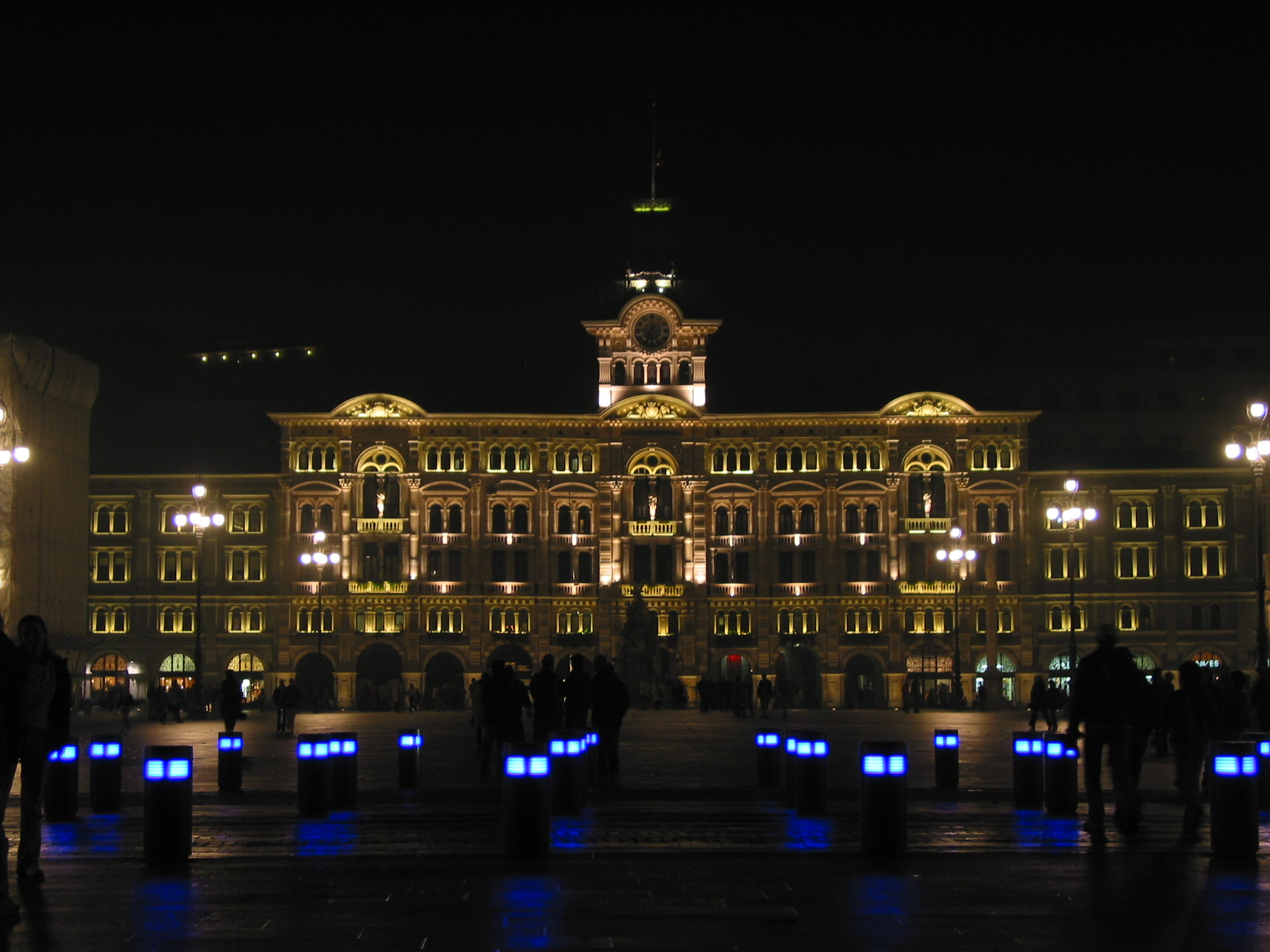
Een blik vanaf de zee

De Piazza dell'Unità d'Italia is het grootste plein in de Italiaanse stad Triëst. Het plein is aan drie kanten begrensd door grote gebouwen en aan de vierde kant door de boulevard die langs de Adriatische Zee loopt.

## Op het plein
Aan de zeekant staan twee vlaggenmasten met ieder een monument aan de voet. Deze monumenten herinneren aan de vier Italiaanse legereenheden tijdens de Eerste Wereldoorlog: de landmacht, de luchtmacht, de marine en de Alpinisten. Het monument werd gemaakt in 1933 door A. Selvo.
Aan de andere kant staat een zuil met een beeld van keizer Karel VI, gemaakt in 1728.
Ook staat er een fontein, gemaakt door de Venetiaanse beeldhouwer G.B. Mazzoleni aan het einde van de 18de eeuw. De beelden op de fontein stellen de vier continenten voor. Vroeger, toen het plein nog kleiner was, stond de fontein dichter bij zee.

## Om het plein
Zoals het plein nu is, bestaat het pas sinds het midden van de 18de eeuw. In de middeleeuwen was dit plein veel kleiner, het werd verdeeld door een muur. Aan de zeekant van die muur was een kleine haven, de stad kon men betreden door een poort. Het plein daar was toen veel kleiner en omgeven door huizen, de St. Pieterskerk en een theater.
In de 18de eeuw verdween de muur, en werd er een groot plein gemaakt. Tegenover de zee staat nu het stadhuis, het Palazzo del Municipio, gebouwd door G. Bruni in 1875. Het gebouw is asymmetrisch, onderlangs loopt een galerij met bogen dat doet denken aan Venetië. De klokkentoren slaat ieder uur.
Aan ieder zijkant van het plein staan drie grote huizen / paleizen. Het Palazzo del Governo of het Palazzo della Luogotenenza austriaca ligt naast de boulevard en is het nieuwste gebouw. Het werd in de jaren 1901-1905 gebouwd door Emil Hartmann. De tweede en derde verdieping zijn versierd met glimmende Byzantijnse mozaïeken, die verlicht worden door de ondergaande zon. Binnen zijn behalve kantoren ook appartementen die bij staatsbezoeken worden gebruikt.
Daarnaast staat het Palazzo Stratti, in 1839 gebouwd en in 1872 van een nieuwe gevel voorzien. Eigenaar is de Assicurazioni Generali. Op de begane grond is een beroemd café, Caffé degli Specchi. Het laatste gebouw aan die kant is het Palazzo Modello, in 1871 gebouwd door G. Bruni.
Aan de overkant staat bij de zee het Palazzo della Giunta Regionale, het voormalige kantoor van de Oostenrijkse Lloyd. De naam staat nog op de gevel. Sinds 1883 huist de Giunta in het gebouw. Het gebouw is bijna vierkant en heeft net als het Palazzo del Governo een binnenplein.
Op de hoek bij het Palazzo del Municipio staat het Palazzo Plenario Pitteri uit 1780. Het is het oudste gebouw van het plein, en heeft een late barokstijl. Tussen Palazzo Pitteri en het Lloyd gebouw staat Hotel Duchi d'Aosta, van beide palazzo's gescheiden door de klein Via dellÓrologio. Het werd als hotel-restaurant gebouw op de plaats waar vroeger de Locanda Granda stond en waar Johann Winckelmann werd vermoord.
Van 1999 tot 2001 werd onder leiding van de Franse architect Bernard Huet het plein opgeknapt. Toen is ook de blauwe verlichting aangebracht. 

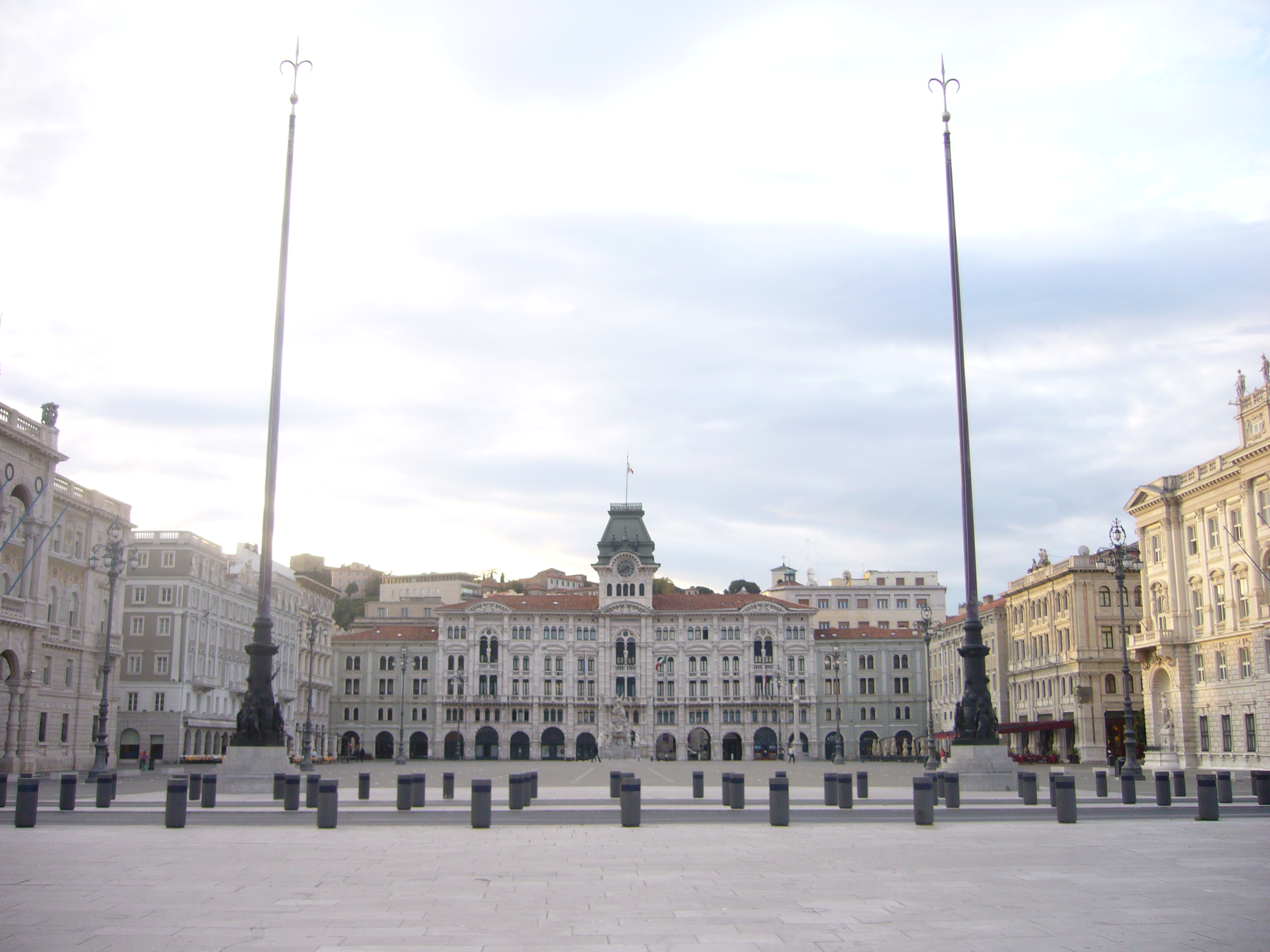
Plein vanaf de boulevard
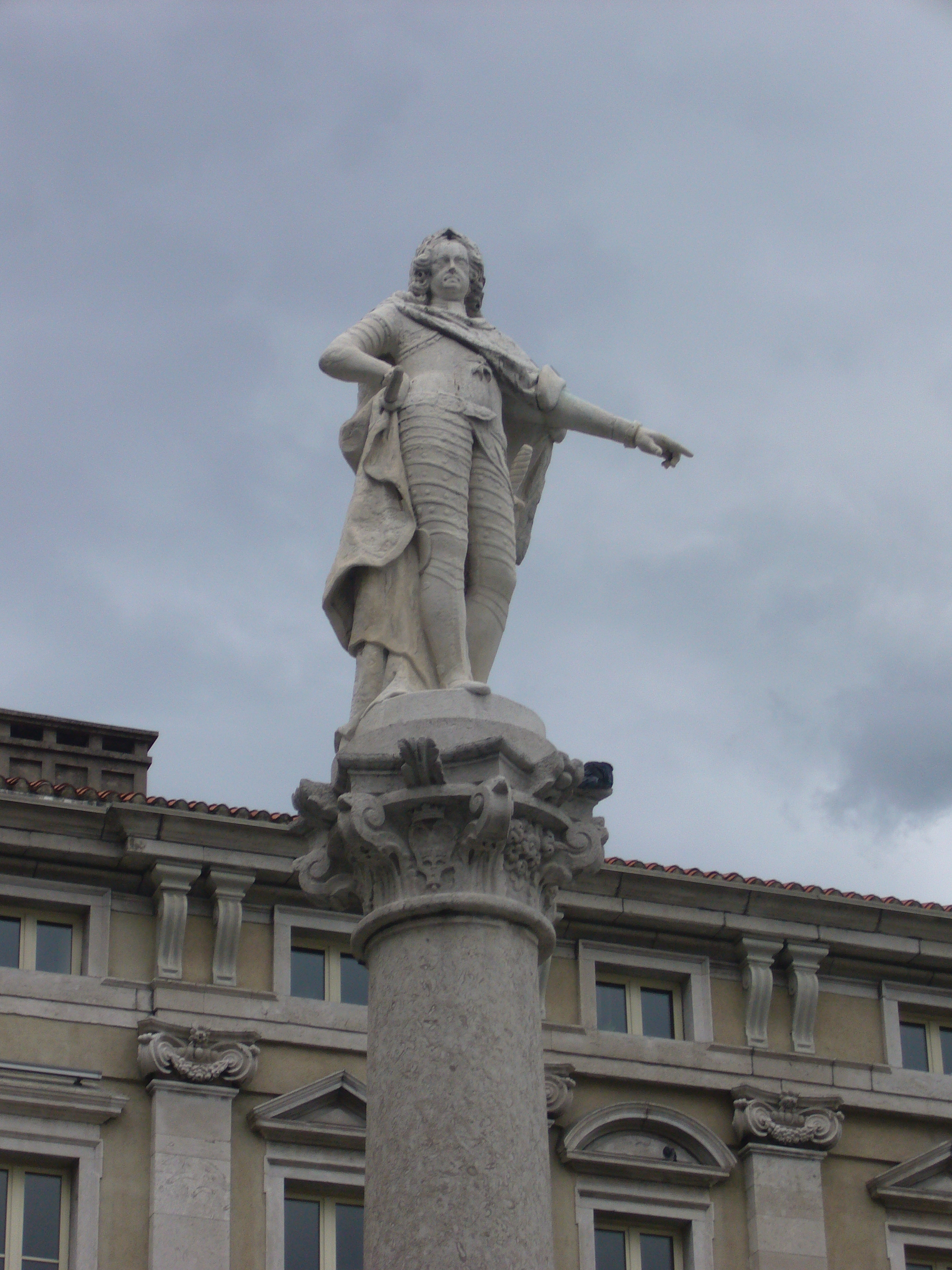
Karel VI, keizer van Oostenrijk
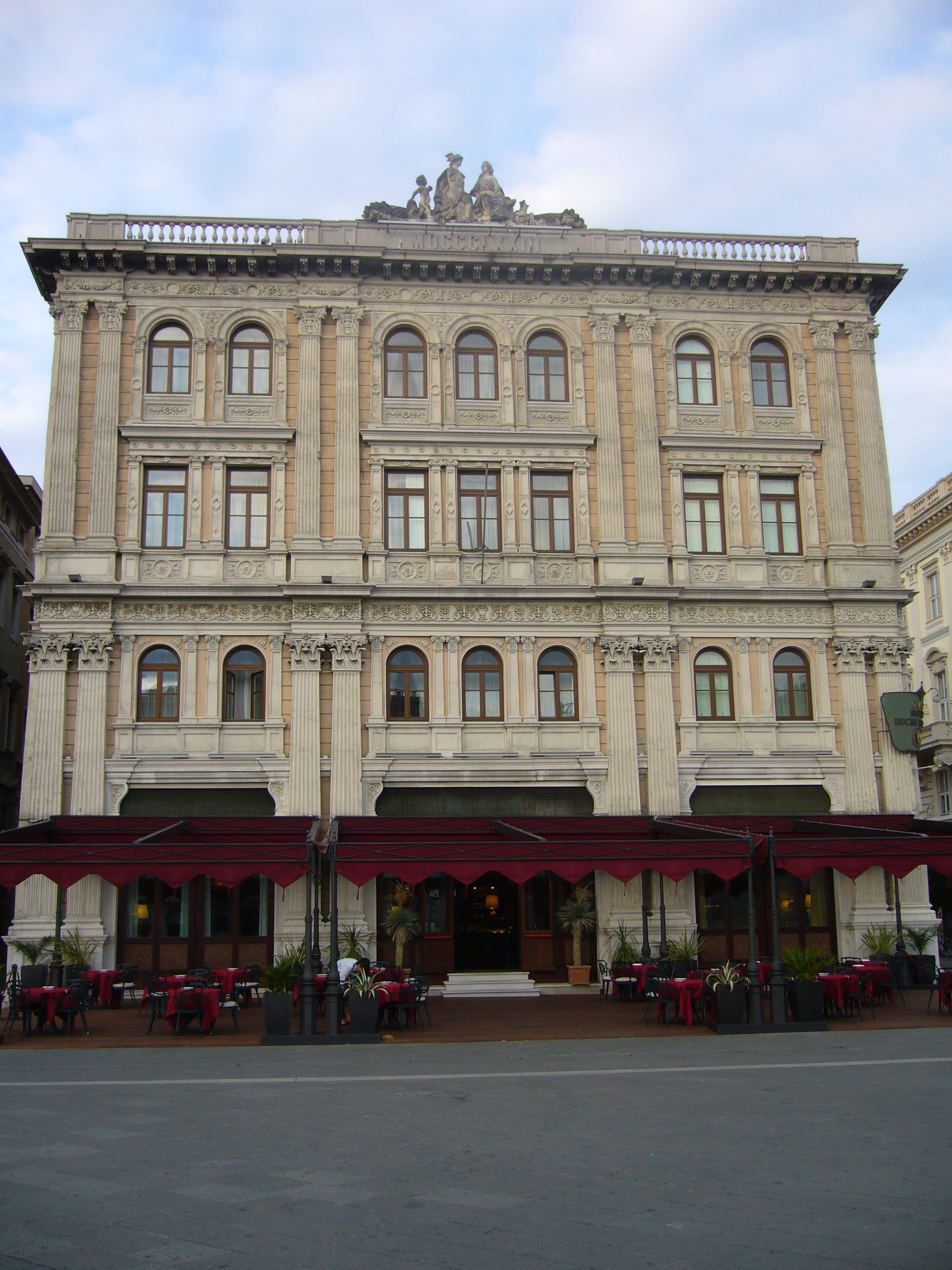
Hotel Duchi d'Aosta
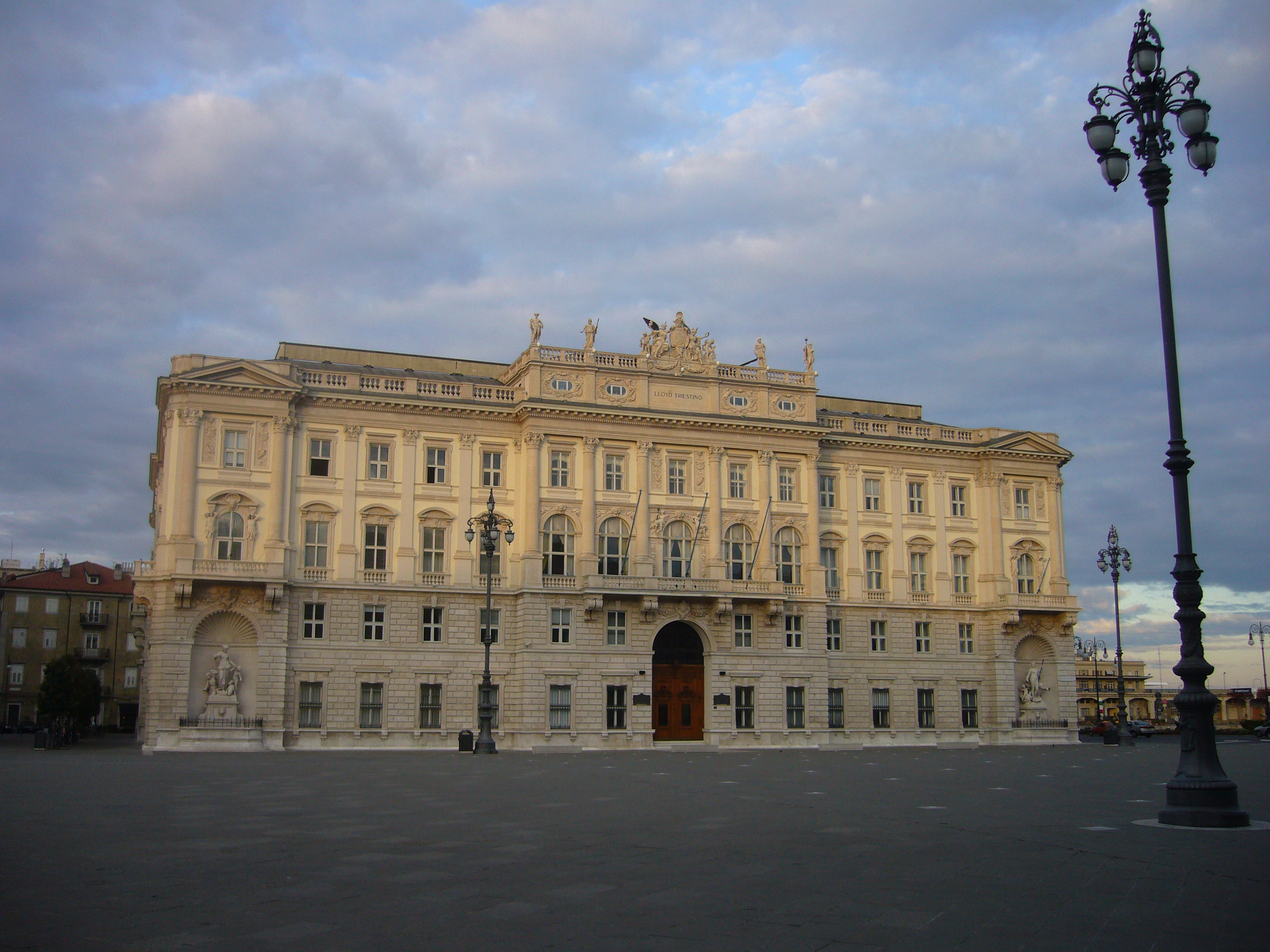
Lloyd gebouw